# Pagaronia seolagsana
Pagaronia seolagsana är en insektsart som beskrevs av Kae Kyoung Kwon 1983. Pagaronia seolagsana ingår i släktet Pagaronia och familjen dvärgstritar. Inga underarter finns listade i Catalogue of Life.